# Robert Eisenman
Robert H. Eisenman és catedràtic d'arqueologia i director de l'Institut per a l'Estudi dels Orígens Judeoristians; és també membre visitant del Linacre College de la Universitat d'Oxford. És consultor de la Biblioteca Huntington i una de les figures líders en la campanya mundial per a l'accés dels investigadors als Manuscrits de la mar Morta.

## Teories
Eisenman afirma que els prejudicis del grup d'erudits que primer van descobrir i van treballar en els Manuscrits de la Mar Morta, dirigits pel Pare Roland De Vaux, van fer descartar les proves que indicaven clarament que molts dels rotllos podrien datar del segle i, i en canvi els van assignar un passat més antic.
Considera els Manuscrits de la Mar Morta com a documents d'inspiració messiànica, pertanyents a un partit patriòtic i ultraconservador jueu, oposat al govern romà/herodià de Palestina, els membres eren coneguts com a "zaddikim" o "zadokites" ("els justos"), que es reunien principalment a Qumran. Eisenman identifica al líder d'aquest moviment d'oposició com el "Mestre Just", amb Jaume el Menor, germà de Jesús, executat per ordre del summe sacerdot Ananies ben Ananies l'any 62. Sosté també que el renom de Jaume i la injustícia de la seva mort van poder haver desencadenat la primera de les Guerres judeo-romanes contra l'Imperi Romà, del 66 al 73.
Eisenman, com altres erudits, ha proposat la tesi que Jaume el Major anomenat “El Just” i els zaddikim, coneguts avui com a natzarens o judeocristians, foren marginats per un herodià anomenat Pau de Tars i els cristians d'origen gentil que el van seguir. Aquesta versió del cristianisme, liderada per Pau, va transformar l'ensenyament militant dels zaddikim en una doctrina pacífica i universal.
Entre altres teories, Eisenman observa que el testimoni de Flavi Josep sobre l'execució de dos dels fills de Jaume i la seva esposa Mariamne, que representaven la darrera línia hereditària dels macabeus, va inspirar realment el relat de la Matança dels Innocents de l'Evangeli de Mateu (2:16-18), atès que els seus dos fills eren de sang jueva reial, i Herodes creia que eren una amenaça veritable per ell.

## Obra
- James the Brother of Jesus (1998)
- The Dead Sea Scrolls
- The First Christians (1996)
- The Dead Sea Scrolls Uncovered(1992).
- Maccabees, Zadokites, Christians and Qumran: A New Hypothesis of Qumran Origins (1982)
- James the Just in the Habakkuk Pesher (1984).
- Islamic Law in Palestine and Israel (1978)